# Вілсон Такер
Артур Вілсон Такер (англ. Arthur Wilson Tucker; 23 листопада 1914 року, Дір Крік, Іллінойс — 6 жовтня 2006, Сент-Пітерсбург, Флорида) — американський письменник, що писав в жанрах наукової фантастики, фентезі та детективної прози під іменем Вілсон Такер (англ. Wilson Tucker). Деякі свої твори видавав під псевдонімом Боб Такер (англ. Bob Tucker).

## Біографія
Вілсон Такер народився в селищі Дір Крік, штат Іллінойс, проте більшість свого життя провів в Блумінгтоні. Був одружений двічі: в 1937 році одружився з Мері Джостінг, в шлюбі мав сина і дочку, проте в 1942 розвівся. Вдруге одружився в 1953 на Ферн Делорі Брукс, з якою жив аж до своєї смерті в 2006. В другому шлюбі мав трьох синів.
Вілсон Такер працював оператором проектора в театрі, а письменництво вважав своїм хобі. Зі світом наукової фантастики Такер пов'язав себе в 30-тих роках, посилаючи свої есе і твори до багатьох фензинів під псевдонімами Боб Такер англ. Bob Tucker і Хой Пінг Понг англ. Hoy Ping Pong. Він сам видавав декілька фензинів (найвідоміші з яких Le Zombie і Bloomington News Letter). Хоча він і був активним членом фанів фантастики, тільки в травні 1941 року опублікував своє оповідання «Interstellar Way-Station» в офіційному журналі. Більшість своїх оповідань він згодом перетворював на повноцінні романи.
Першим виданим романом був The Chinese Doll (укр. Китайська лялька) — нефантастичний детектив, в якому він використав багато відсилок до наукової фантастики, зокрема використовував імена фантастів для імен персонажів. Такі дії в американському середовищі фанатів фантастики почали називати «Такеризми» (англ. Tuckerisms) на його честь. В 1951 році він опублікував свій перший науково-фантастичний роман The City in the Sea (укр. Місто в морі). А в 1980 році він перестав писати твори, хоча і продовжував бути активним учасником різних фанатських подій.

## Нагороди
Вілсон Такер виграв премію Г'юго в категорії Найкращий письменник-аматор в 1970 році, а також Ретро-Г'юго в тій самій категорії в 2004 за 1954 рік. Його фензин Bloomington News Letter виграв премію Ретро-Г'юго в категорії Кращий аматорський журнал за 1951 рік.
Також він отримав премію імені Джона Кемпбела за роман The Year of the Quiet Sun (укр. Рік спокійного сонця).
В 1986 році отримав премію «Скайларк», в 1996 році премію Заслужений автор фантастики, а в 2003 році його записали до Залу слави наукової фантастики і фентезі.